# Баландин, Лев Николаевич
Лев Николаевич Баландин (1934—1980) — советский пловец, десятикратный чемпион СССР, призёр чемпионата Европы (1954), участник Олимпийских игр (1952, 1956). Экс-рекордсмен мира. Мастер спорта СССР.
Один из лучших советских пловцов-спринтеров первой половины 1950-х годов в плавании на 100 м вольным стилем.

## Биография
Родился 9 сентября 1934 года в городе Горький. Начал заниматься плаванием под руководством И. И. Махина и Н. А. Бражникова в спортивном обществе «Динамо» (Горький). В начале 1950-х годов переехал в Москву и тренировался в ЦСКА.
Умер в 1980 году. Похоронен на Ваганьковском кладбище в Москве, где позже рядом с ним была похоронена жена — Ида Петровна Баландина (1931—2001), также спортсменка и тренер по плаванию.

## Достижения
Чемпион СССР:
- в 1951 и 1952 годах — в эстафете 4×200 м вольным стилем;
- в 1953 году — в эстафете 4×200 м вольным стилем и в комбинированной эстафете 4×100 м;
- в 1954 году — в эстафете 4×200 м вольным стилем, в комбинированной эстафете 4×100 м и в плавании на 100 м вольным стилем;
- в 1955 году — в комбинированной эстафете 4×100 м и в плавании на 100 м вольным стилем;
- в 1956 году — в плавании на 100 м вольным стилем.

Второй призёр чемпионатов СССР 1952 года (в плавании на 100 м вольным стилем), 1953 года (в плавании на 100 м вольным стилем) и 1956 года (в комбинированной эстафете 4×100 м).
Победитель I летней Спартакиады народов СССР (1956).
Серебряный призёр чемпионата Европы (1954) в плавании на 100 м вольным стилем и в эстафете 4×200 м вольным стилем. 4-кратный рекордсмен мира и 7-кратный рекордсмен Европы в эстафетах.
Участник Олимпийских игр 1952 и 1956 годов.